# Rio della Racchetta

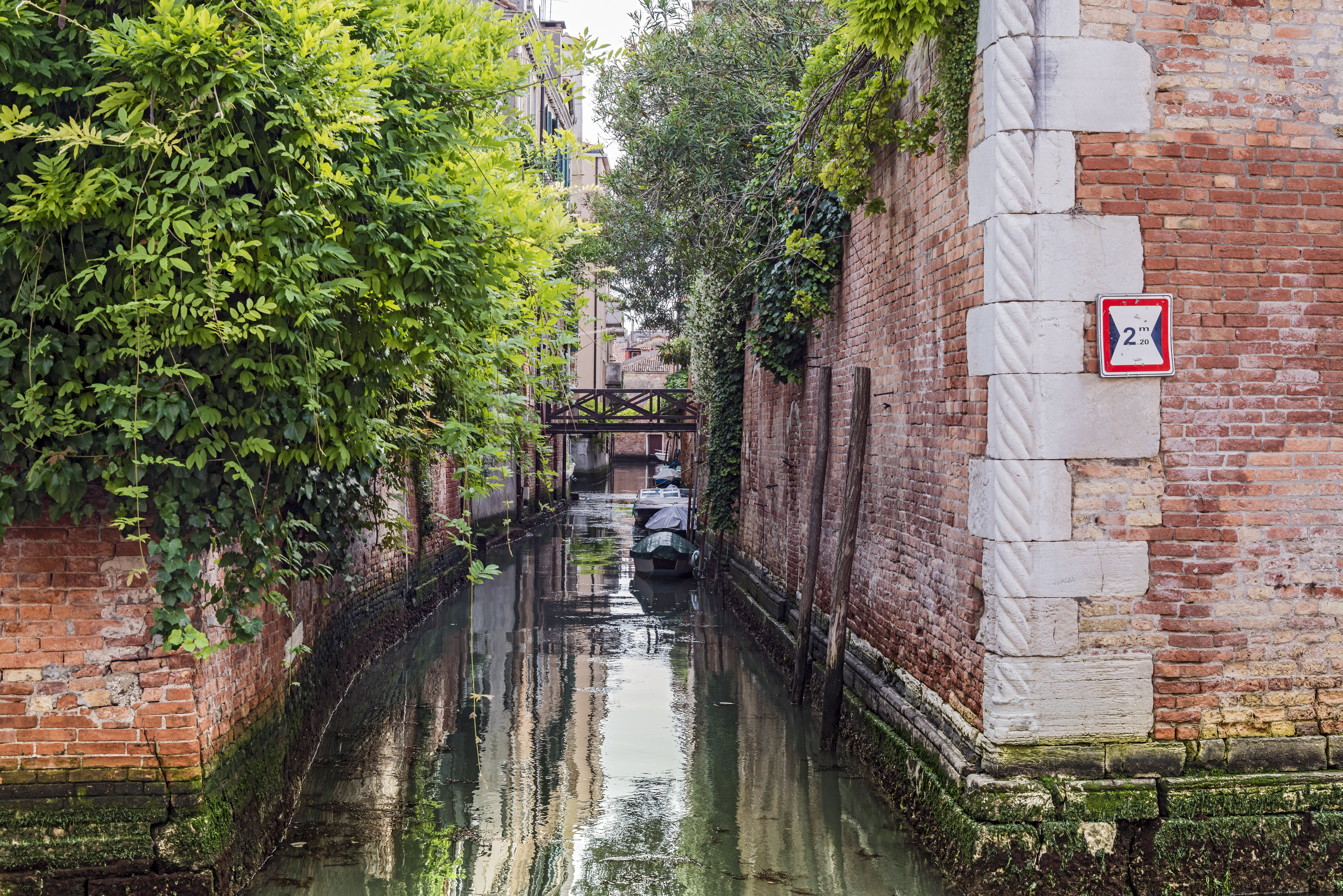
Vue du rio de la Racheta vers le sud

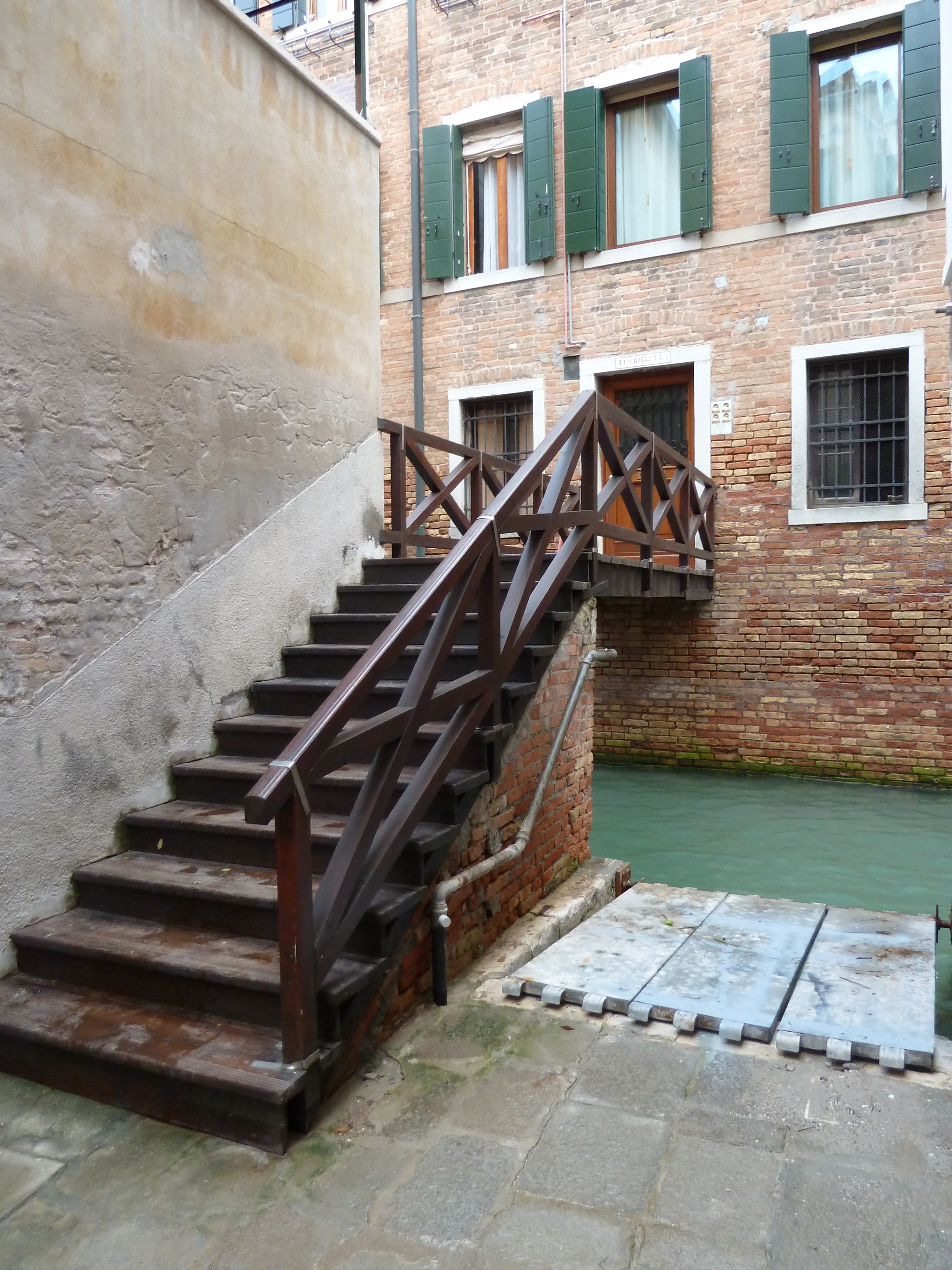
pont privé sur le rio de la Racheta

Les rio della Racchetta (en vénitien rio de la Racheta) est un canal de Venise dans le sestiere de Cannaregio en Italie.

## Toponymie
Le jeu de la raquette se pratiquait ici. Le mot Racheta renvoie à la raquette ou lacchetta, un outil avec lequel on lançait les balles en l'air. Ce jeu fut pratiqué surtout par les Compagnie della Calza, sociétés de gentilshommes depuis le XVe siècle, ayant pour but de se divertir surtout au carnaval. Elle s'appelèrent ainsi parce que les joueurs avaient coutume de porter des pantalons (appelés calze : chaussettes) avec une jambe différente de l'autre et divisés en plusieurs couleurs avec le sigle de la société, parfois brodés d'or, de perles et de pierres précieuses.
D'autres endroits fréquentés par les joueurs de raquettes furent la calle larga des Boteri, la zone des Birri et, au XVIIe siècle, la zone des fondamente Nuove près du calle qui longe l'ancien monastère de Santa Caterina.

## Description
Le rio de la Racheta a une longueur de 150 m. Il relie le rio de Santa Sofia vers le nord-est avec le rio de Santa Caterina.

## Situation
- À mi-chemin, ce rio rencontre le rio de Sant'Andrea sur son flanc est.
- Ce canal n'est traversé que par un petit pont privé.